# Cluj 1964
Cluj 1964 este un film românesc din 1965 regizat de Aurel Boian.